# Stary Zamość (gmina)
Stary Zamość – gmina wiejska w województwie lubelskim, w powiecie zamojskim. W latach 1975–1998 gmina położona była w województwie zamojskim.
Siedziba gminy to Stary Zamość.
Według danych z 31 grudnia 2011 gminę zamieszkiwało 5413 osób.

## Struktura powierzchni
Według danych z roku 2002 gmina Stary Zamość ma obszar 97,19 km², w tym:
- użytki rolne: 75%
- użytki leśne: 19%

Gmina stanowi 5,19% powierzchni powiatu.

## Demografia

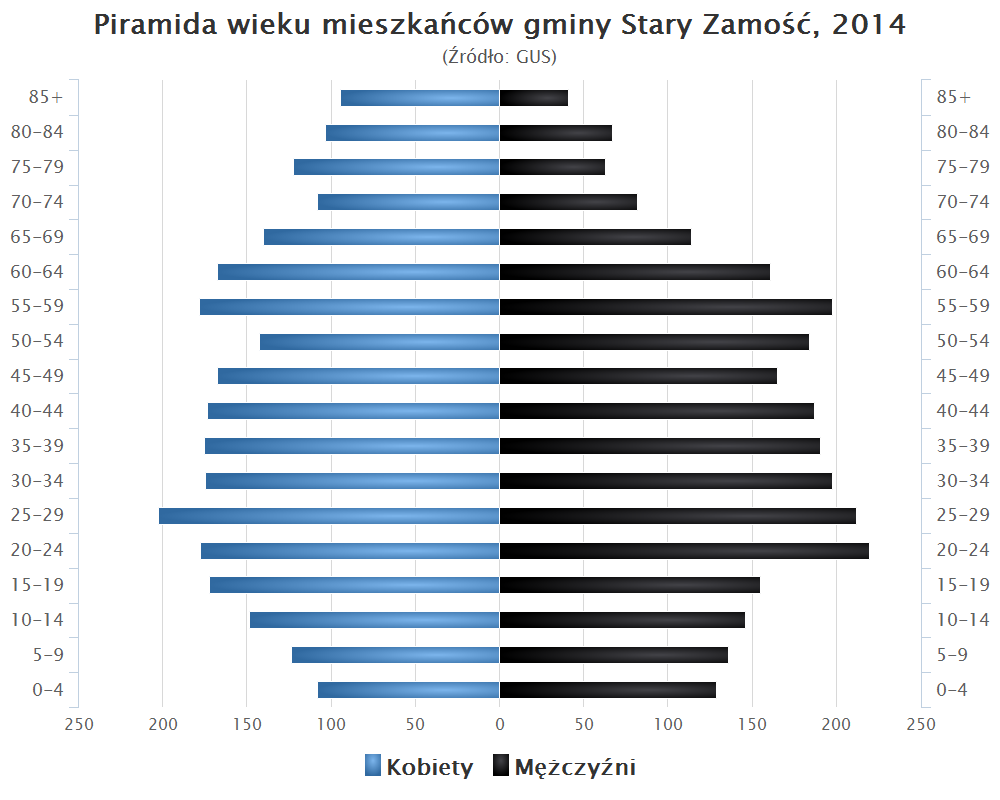
Piramida wieku mieszkańców gminy Stary Zamość w 2014 roku

Dane z 31 grudnia 2011:
| Opis                              | Ogółem | Ogółem | Kobiety | Kobiety | Mężczyźni | Mężczyźni |
| --------------------------------- | ------ | ------ | ------- | ------- | --------- | --------- |
| jednostka                         | osób   | %      | osób    | %       | osób      | %         |
| populacja                         | 5413   | 100    | 2765    | 50,2    | 2739      | 49,8      |
| gęstość zaludnienia (mieszk./km²) | 56,6   | 56,6   | 28,4    | 28,4    | 28,2      | 28,2      |

## Sołectwa
Borowina, Chomęciska Duże (sołectwa: Chomęciska Duże Pierwsze i Chomęciska Duże Drugie), Chomęciska Małe, Krasne, Majdan Sitaniecki, Nowa Wieś, Podkrasne, Podstary Zamość, (sołectwa: Podstary Zamość i Podstary Zamość-Doły), Stary Zamość (sołectwa: Stary Zamość i Stary Zamość-Gościniec), Udrycze-Kolonia, Udrycze-Koniec, Udrycze-Wola, Wierzba (sołectwa: Wierzba Pierwsza i Wierzba Druga), Wisłowiec (sołectwa: Wisłowiec i Wisłowiec-Kolonia). 
Miejscowość bez statusu sołectwa: Pańska Dolina. 

## Sąsiednie gminy
Izbica, Nielisz, Skierbieszów, Zamość